# Бус (Німеччина)
Бус (нім. Bous) — громада в Німеччині, знаходиться в землі Саар. Входить до складу району Саарлуї.
Площа — 7,61 км2. Населення становить 6978 ос. (станом на 31 грудня 2021).